# Синагога Фурмана
Синагога Фурмана — юдейська синагога в Херсоні. Не збереглася.

## Історія
Синагога була розташована на розі Торгового провулка та 4-ї Форштадтської (нині — вул. І. Борщака) у будинку Фурмана. Відвідуваність на початку XX століття — 400 чоловік. Закрита у 1926 році «за клопотанням трудящих міста». У 1929 році віддана під школу ФЗН заводу ім. Петровського. При окупації німці будівлю зруйнували.
Не збереглася, на її місці житловий будинок по вул. Торговій (кут вул. І. Борщака).